# Euregio Egrensis-fietsroute

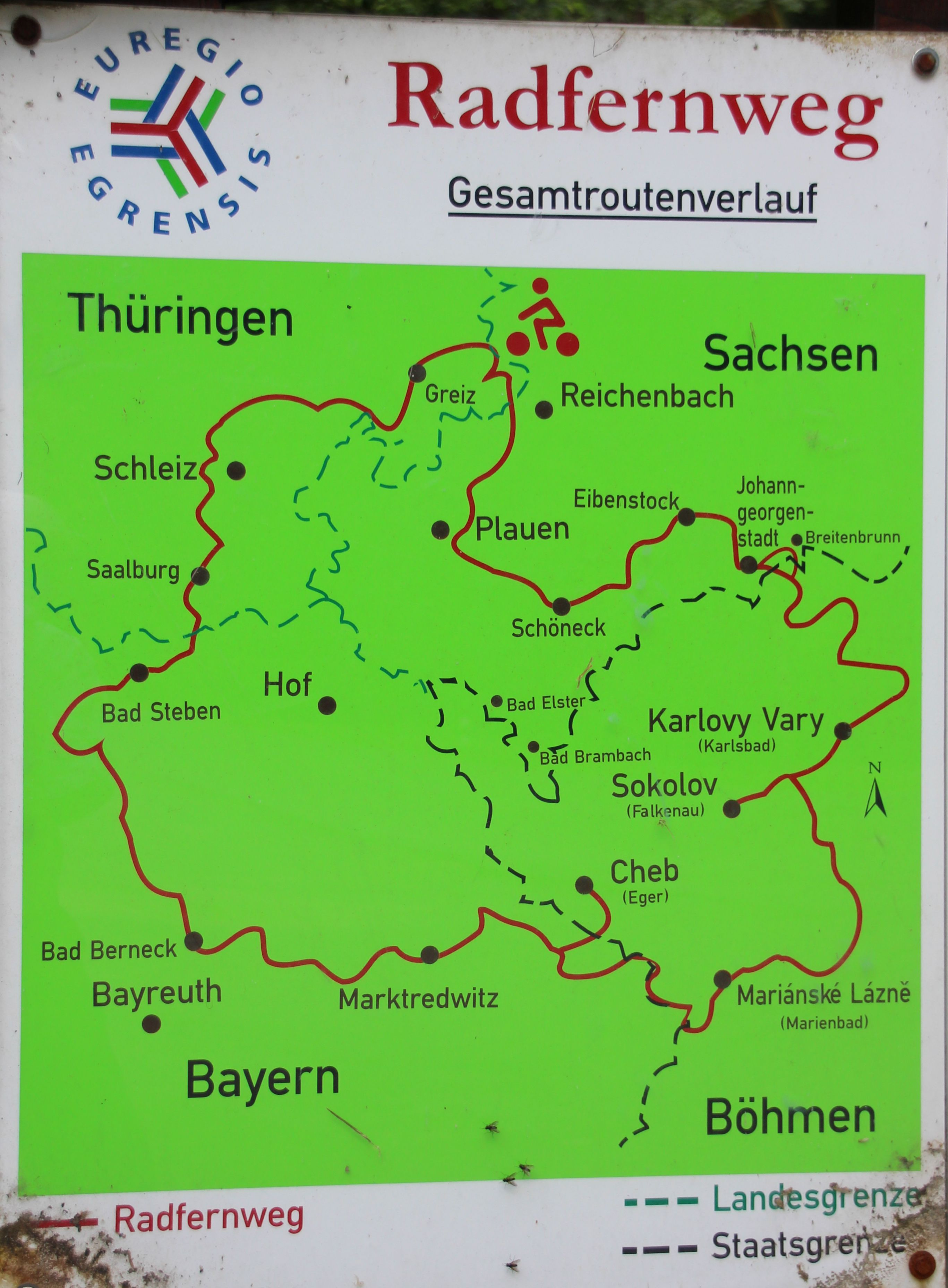

De Euregio Egrensis-fietsroute, Euregio Egrensis-Radfernweg of Cyklotrasa Euregio Egrensis is een langeafstandsfietsroute in Duitsland en Tsjechië. De bewegwijzerde fietsroute is 529 kilometer lang in een lus van Marktredwitz naar Marktredwitz via Bad Berneck, Bad Steben, Saalburg, Schöneck,  Karlovy Vary, Marianske Lazne, Cheb.